# Stațiunea atomică
Stațiunea atomică (în islandeză Atómstöðin) este un roman al autorului islandez Halldór Laxness, care a primit premiul Nobel pentru literatură în 1955. Stocul inițial de cărți a fost epuizat în ziua în care a fost publicat, pentru prima dată în istoria Islandei.

## Rezumat
Ugla, o fată de la țară, se mută dintr-o zonă periferică a Islandei de Nord în capitala Reykjavík pentru a lucra pentru Búi Árland, un membru al parlamentului și pentru a învăța cum să cânte la orgă. Ea descoperă o lume care îi este complet străină: politicienii și militarii se mișcă liber în jurul orașului și îi consideră pe locuitorii orașului ca fiind răsfățați, snobi și aroganți. În schimb, ea provine dintr-o zonă rurală în care saga islandezilor din Evul Mediu constituie majoritatea a ceea ce oamenii discută și reflectă, fiind considerat un lucru mai important decât realitatea. Aceste medii istorice sunt cu siguranță importante și oferă modele cruciale. Ulterior, premierul Islandei începe să aibă relații secrete cu americanii și își „vinde” țara. Totuși, Ugla se confruntă și cu alte probleme actuale, mai ales în casa cântăreților la orgă. Acolo, ea intră în contact cu ideile comuniste și anarhiste și, de asemenea, protestează împotriva construirii unei stații atomice în Islanda. După o scurtă relație cu Búi Árland, Ugla decide să se întoarcă la „polițistul inconștient”, care este tatăl copilului ei recent născut. 

### Personaje

#### În Estridalur
- Ugla Falsdóttir, mama și tatăl ei
- Preotul

#### În casa lui Búi Árland
- Búi Árland
- Sotia lui Búi
- Bucătăreasa lui Búi și fiica ei
- Copiii lor: Arngrímur (Landaljómi), Guðný (Aldinblóð, „Sânge de fructe”), Þórður (Gullhrútur, „berbec de aur”), Þórgunnur (Daggeisli)
- Politicieni vizitatori: primul ministru, Óli fígúra, alți politicieni și americani

#### La casa de muzică
- Organistinn (Organistul, profesorul - cântărețul de orgă)
- Mama Organistului
- Kleopatra
- Benjamín poetul atom (un zeu) (mafía F.F.F.)
- briljantín atomul-poet (un zeu)  (mafía F.F.F.)
- Tvö hundruð þúsund naglbítar („Două sute de mii de clești”) (mafía FFF )
- Lögreglumaður feiminn („Polițistul conștient”)
- Lögreglumaður ófeiminn („Polițistul inconștient”)

## Fundal
Stațiunea atomică, scris în 1946 și 1947, a fost publicat în 1948. Fundalul istoric al romanului este ocupația britanică și ulterior americană a Islandei în timpul celui de-al Doilea Război Mondial, inclusiv urbanizarea și monetizarea economiei islandeze pe care a stimulat-o. Mulți au considerat independența Islandei ca fiind amenințată din cauza solicitării Statelor Unite în 1946 de a înființa o bază militară la Keflavík timp de 99 de ani și au făcut presiuni asupra Islandei pentru a se alătura NATO. Laxness a fost critic pentru faptul că jurisdicția islandeză nu era aplicabilă zonei cu baza militară. Dar, mai presus de toate, a văzut o amenințare la adresa vieții islandeze, deoarece, în cazul unui război atomic, Islanda va deveni o țintă potențială datorită acestei baze militare. Aceste temeri s-au bazat pe impresia lăsată de cele două bombe atomice care au fost aruncate recent la Hiroshima și Nagasaki. Laxness a început să scrie romanul la scurt timp după aceste evenimente; cu toate acestea, Parlamentul islandez (Althing) a acceptat în cele din urmă cererea și a încheiat Contractul Keflavík, provocând revolta anti-NATO din 1949 în Islanda.